# Brett Whiteley
Brett Whiteley (Sydney, 7 de abril de 1939 - Wollongong, 15 de junho de 1992) foi um artista australiano. Ele é reconhecido na maioria das galerias da Austrália. Ele tinha muitas amostras em sua carreira, e viajou extensivamente em todo o mundo.